# Lars Lalin
Lars Samuel Lalin, född 1729, död 15 december 1785, var en svensk musiker, pjäsförfattare, hovsångare, skådespelare och medlem i Musikaliska akademien.
Lalin arbetade som sånglärare i Stockholm då han började skriva pjäser åt operateatern i Stora Bollhuset, av vilka två hade premiär år 1747 och 1750. Han utnämndes till kammarmusikus 1762, hovsångare 1764 och gjorde en studieresa 1765–1767, varefter han blev ledare för de offentliga kavaljerskonserterna på Riddarhuspalatset. Han invaldes i akademien 1771 och blev dess sånglärare, och 1773–1783 var han anställd vid Operan som skådespelare, där han medverkade som Jupiter i Thetis och Pelée mot Elisabeth Olin och Carl Stenborg.
Hans son, Johan Samuel Lalin, var 1785–1795 också anställd som skådespelare vid Operan.

## Roller
| År   | Roll    | Produktion       | Regi | Teater          |
| ---- | ------- | ---------------- | ---- | --------------- |
| 1773 | Jupiter | Thetis och Pelée |      | Stora Bollhuset |